# Песковой, Максим Владимирович
Максим Владимирович Песковой (7 октября 1995 — 17 марта 2022, Украина) — российский военнослужащий, участник вторжения России на Украину, гвардии старший лейтенант. Герой Российской Федерации (5.04.2022, посмертно).

## Биография
Родился 7 октября 1995 года. Жил в Томске.
Окончив Томский кадетский корпус, поступил в Новосибирское высшее военное командное училище, которое окончил в 2018 году. Служил на командных должностях в воинской части Южного военного округа, расположенной в Новочеркасске Ростовской области. Стал командиром разведывательной роты.
С первых дней вторжения России на Украину принимал участие в боевых действиях.
Указом Президента Российской Федерации от 5 апреля 2022 года «за героизм, мужество и отвагу, проявленные при исполнении воинского долга» гвардии старшему лейтенанту Песковому Максиму Владимировичу присвоено звание Героя Российской Федерации (посмертно). «Золотая звезда» Героя Российской Федерации вручена родителям офицера.
Похоронен 7 апреля 2022 года в Томске на Бактинском кладбище рядом с могилой Героя Советского Союза, участника Великой Отечественной войны Геннадия Николаевича Ворошилова.

## Награды
- Герой Российской Федерации (2022);

## Память
- Бюст установлен на Аллее Героев Новосибирского высшего военного командного училища (2022).[2]
- Мемориальная доска была установлена на стенах школы где он учился в Томске (2022).[3]